# ЖХК Україночка (Київ)
ЖХК «Україночка» — український жіночий хокейний клуб з м. Києва. Заснований 2015 року. Виступає у Чемпіонаті України з хокею серед жінок.
Домашні ігри проводить на ковзанці «Льодова арена» (вулиця Міста Шалетт, 6) та Київському Палаці спорту. 
Кольори клубу: синій та жовтий.

## Історія клубу
Хокейний клуб «Україночка» створений 10 січня 2015 року. Ініціаторами створення жіночої команди у Києві стали дружини хокеїстів та матері синів-хокеїстів. З серпня 2015 року тренером команди став Євген Аліпов.
ХК «Україночка» отримав кілька комплектів хокейної форми, її надіслала Профспілка гравців Національної Хокейної Ліги, завдяки зусиллям благодійного фонду «Розтопи лід у серці». Юнацький склад ХК «Україночка» було запрошено до Вашингтону на тренувальні збори у рамках порогами «Sportunited».
9 грудня 2015 року команда «Україночка» зустрілась у товариській грі з жіночою командою «Дніпровські Білки», зігравши серію з чотирьох ігор. 
Проект організації клубу був спрямований на створення жіночої команди, що представляє Київ у чемпіонаті України, а також організацію та розвиток дитячо-юнацької школи хокею в регіоні. У сезоні 2015 — 2016 роках виступав в Аматорській Хокейній Лізі.
Клуб дебютував у першому чемпіонаті України з хокею серед жінок в сезоні 2016—2017 років. 
Автором першої шайби в історії хокейних жіночих чемпіонатів України є нападниця ХК «Україночка» Юлія Добровольська.
У сезоні 2018—2019 команда вперше в історії виграла золоті медалі чемпіонату України. В фінальній серії суперницями столичної команди були харківські ХК «Пантери». «Україночка» оформила чемпіонство, виграв в серії три матчі з чотирьох.

## Досягнення
Чемпіонат України:
 Чемпіон (1): 2019
 Віце-чемпіон: (3): 2017, 2021, 2022
 Бронзовий призер: (2): 2018, 2020

## Склади команди
Основні скорочення:

А — асистент, К — капітан, Л — ліва, П — права, ЛК — лівий крайній, ПК — правий крайній, Ц — центровий,  — травмований.
Станом на 28 грудня 2016
| Воротарі | Воротарі | Воротарі          | Воротарі | Воротарі        | Воротарі         |
| #        | Країна   | Гравець           | Захват   | Дата народження | Місце народження |
| -------- | -------- | ----------------- | -------- | --------------- | ---------------- |
| 1        | Україна  | Вікторія Ткаченко |          | 9 квітня 1998   | Київ, Україна    |
| 44       | Україна  | Ірина Бєдокурова  |          | 27 червня 1982  | Київ, Україна    |

| Захисники | Захисники | Захисники             | Захисники | Захисники       | Захисники        |
| #         | Країна    | Гравець               | Кидок     | Дата народження | Місце народження |
| --------- | --------- | --------------------- | --------- | --------------- | ---------------- |
| 5         | Україна   | Анна Веремчук         |           |                 | Київ, Україна    |
| 13        | Україна   | Марина Кобчук         |           | 15 січня 1999   | Київ, Україна    |
| 15        | Україна   | Марина Удовиченко     |           | 16 серпня 1964  | Київ, Україна    |
| 18        | Україна   | Лариса Вербенко       |           | 30 жовтня 1975  | Київ, Україна    |
| 20        | Україна   | Олександра Слатвицька |           | 20 лютого 1989  | Київ, Україна    |
| 71        | США       | Келлі Енн Вілан       |           | 1992            | США              |
| 82        | Україна   | Вікторія Янова        |           | 21 липня 2000   | Київ, Україна    |
| 83        | Україна   | Ольга Гречко          |           | 26 жовтня 1990  | Київ, Україна    |
| 88        | Україна   | Наталія Романенко     |           | 11 вересня 1967 | Київ, Україна    |
| 99        | Україна   | Ірина Раєнок          |           | 24 жовтня 1986  | Київ, Україна    |

| Нападники | Нападники | Нападники          | Нападники | Нападники         | Нападники        | Нападники |
| #         | Країна    | Гравець            | Кидок     | Дата народження   | Місце народження |           |
| --------- | --------- | ------------------ | --------- | ----------------- | ---------------- | --------- |
| 7         | Україна   | Елізабет Аліпова   |           | 18 грудня 1997    | Київ, Україна    |           |
| 8         | Україна   | Марія Громова      |           | 14 грудня 1996    | Київ, Україна    |           |
| 9         | Україна   | Юлія Артем'єва К   |           | 15 листопада 1976 | Київ, Україна    |           |
| 11        | Україна   | Анна Дорофєєва     |           | 5 грудня 1998     | Київ, Україна    |           |
| 12        | Україна   | Наталія Балишева   |           | 4 грудня 1976     | Київ, Україна    |           |
| 14        | Україна   | Надія Бобошко      |           | 14 вересня 1981   | Київ, Україна    |           |
| 16        | Канада    | Меган Гаррісон     |           | 1985              | Канада           |           |
| 19        | Україна   | Елен Аліпова       |           | 18 грудня 1997    | Київ, Україна    |           |
| 24        | Україна   | Анастасія Рябчун   |           | 4 серпня 2000     | Київ, Україна    |           |
| 28        | Україна   | Ольга Писаренко    |           | 14 лютого 1976    | Київ, Україна    |           |
| 55        | Україна   | Юлія Добровольська |           | 30 березня 1998   | Київ, Україна    |           |
| 70        | Україна   | Юлія Вергілес      |           |                   | Київ, Україна    |           |
| 77        | Україна   | Дарина Супрун      |           | 5 травня 2000     | Київ, Україна    |           |
| 78        | Україна   | Марина Криворучко  |           | 4 січня 2000      | Київ, Україна    |           |

### Керівництво
- Президент — Бобошко Надія Володимирівна

### Тренерський штаб і персонал
- Головний тренер — Аліпов Євген Леонідович
- Тренер — Кочур Андрій Валерійович
- Тренер — Нікулічев Олександр Володимирович